# Chris Isaak (álbum)
Chris Isaak es el segundo álbum de estudio del cantante estadounidense Chris Isaak. Fue publicado por el sello discográfico Warner Bros. en marzo de 1987, contiene los éxitos europeos «Blue Hotel» y «Lie to Me». Según registros de Nielsen SoundScan en agosto de 2006, el álbum ha vendido 393 000 copias sólo en Estados Unidos.

## Concepto
Luego de la publicación de su álbum debut Silvertone, la banda homónima en directo fue definida con James Calvin Wilsey en guitarra, Kenney Dale Johnson en batería y Rowland Salley en bajo. Wilsey rememora que algunas canciones presente en el «álbum verde», nombrado así por la carátula, fueron compuestas previamente pero no pudieron tener buenas grabaciones en su momento, como «Blue Hotel» y «Lovers Game».
En una entrevista con The Washington Post, Isaak describe que a pesar de sus deseos de intentar grabar canciones más felices y optimistas, las canciones en el álbum contienen más menciones a las relaciones amorosas que no han resultado, expresando: «Soy realmente un romántico de corazón, pero veo toda la tragedia en el amor».
“Creo que fuimos sobre la marcha, haciendo el primer álbum éramos un poco amateur. El segundo álbum, estábamos aprendiendo. Siento que la banda fue mejorando a medida que avanzábamos”.
— Chris Isaak (2020).

## Lista de canciones
Todas las canciones escritas y compuestas por Chris Isaak, excepto «Heart Full of Soul» por Graham Gouldman. 
| N.º   | Título                         | Duración |  |
| 1.    | «You Owe Me Some Kind of Love» | 3:51     |  |
| 2.    | «Heart Full of Soul»           | 3:20     |  |
| 3.    | «Blue Hotel»                   | 3:10     |  |
| 4.    | «Lie to Me»                    | 4:12     |  |
| 5.    | «Fade Away»                    | 4:15     |  |
| 6.    | «Wild Love»                    | 2:57     |  |
| 7.    | «This Love Will Last»          | 2:45     |  |
| 8.    | «You Took My Heart»            | 2:31     |  |
| 9.    | «Cryin'»                       | 2:30     |  |
| 10.   | «Lovers Game»                  | 2:55     |  |
| 11.   | «Waiting for the Rain to Fall» | 3:39     |  |
| 36:05 |                                |          |  |

## Créditos y personal
Adaptados desde AllMusic.
| Músicos - Chris Isaak – voz principal, guitarra. - James Calvin Wilsey – guitarra líder. - Kenney Dale Johnson – batería, voces. - Rowland Salley – bajo. - Prairie Prince – batería. - Chris Solberg – bajo. - John Robinson – batería - Pat Craig – teclados. Arte - Kim Champagne – dirección de arte, diseño. - Jeri McManus Heiden – dirección de arte, diseño. - Pamela Gentile – fotografía. - Bruce Weber – fotografía de la carátula principal. - Mike Zagaris – fotografía. | Técnico - Dave Carlson – ingeniero de grabación. - Aaron Gregory – equipo. - Lee Herschberg – mezcla. - Erik Jacobsen – producción. - Tom Mallon – ingeniero de grabación. - Tim Ryan – manager del equipo de gira. |

## Posicionamiento en listas
| Listas (1987)                  | Mejor posición |
| ------------------------------ | -------------- |
| Estados Unidos (Billboard 200) | 194            |
| Noruega (VG-lista)             | 20             |
| Países Bajos (Album Top 100)   | 33             |
| Suecia (Sverigetopplistan)     | 20             |

## Certificaciones
| País (Certificador) | Certificación | Ventas certificadas |
| --- | ------------- | ------------------- |
| Australia (ARIA) | Oro           | 35 000*             |
| Francia (SNEP) | Platino       | 300 000*            |
| ^cifras de envíos basadas únicamente en la certificación xcifras no especificadas basadas únicamente en la certificación |               |                     |